# Gonomyia (Gonomyia) syrraxis
Gonomyia (Gonomyia) syrraxis is een tweevleugelige uit de familie steltmuggen (Limoniidae). De soort komt voor in het Afrotropisch gebied.